# Границе (район Пршеров)
Границе (чеш. Hranice) или же Границе-на-Мораве, по-старому — Вейсскирхен (нем. Weißkirchen) — город в Чехии, в районе Пршеров Оломоуцкого края.
Через город протекает река Бечва и её два притока. Границе расположен на равнине Бечевская Брана, находящейся между Одерскими горами и Подбескидской возвышенностью.
Населённый пункт появился предположительно в XII веке. Первые упоминания относятся к XIII веку, когда поселение принадлежало монахам-премонстрантам из Градиска и Оломоуца. В 1292 году поселение получило статус города. С XV века город принадлежал панам из Цимбурка, затем панам из Пернштейна. Исторический центр города является культурной памятниковой зоной.
Неподалёку от города находится знаменитая Границкая пропасть, самая глубокая пропасть Чехии. Наибольшая подтверждённая глубина пропасти (измерена в 1995 году) достигает 205 м ниже уровня моря, но дна пропасти так и не достигли.

## Достопримечательности
- Замок — построен панами из Цимбурка в XV веке.
- Городская ратуша — находится на площади Масарика. В здании ратуши действуют городская библиотека, Городской музей, галерея, Начальная школа искусств и информационный центр[5].
- Приходской костёл Усекновения главы Св. Иоанна Крестителя
- Костёл Евангелической церкви чешских братьев
- Синагога

## Население
| Год  | Численность | Численность |
| ---- | ----------- | ----------- |
| 1869 | 6735        | [ 7 ]       |
| 1880 | 10 481      | [ 8 ]       |
| 1890 | 4967        | [ 9 ]       |
| 1900 | 11 373      | [ 8 ]       |
| 1910 | 12 385      | [ 8 ]       |
| 1921 | 9303        | [ 7 ]       |
| 1930 | 10 826      | [ 7 ]       |
| 1950 | 11 757      | [ 7 ]       |
| 1961 | 14 033      | [ 8 ]       |
| 1970 | 15 338      | [ 8 ]       |
| 1980 | 17 634      | [ 8 ]       |
| 1991 | 19 507      | [ 8 ]       |
| 2001 | 19 670      | [ 8 ]       |
| 2014 | 18 651      | [ 10 ]      |
| 2016 | 18 407      | [ 11 ]      |
| 2017 | 18 352      | [ 12 ]      |
| 2018 | 18 213      | [ 13 ]      |
| 2019 | 18 057      | [ 14 ]      |
| 2020 | 17 999      | [ 15 ]      |
| 2021 | 17 818      | [ 16 ]      |
| 2022 | 17 495      | [ 17 ]      |
| 2023 | 17 978      | [ 18 ]      |
| 2024 | 18 024      | [ 3 ]       |

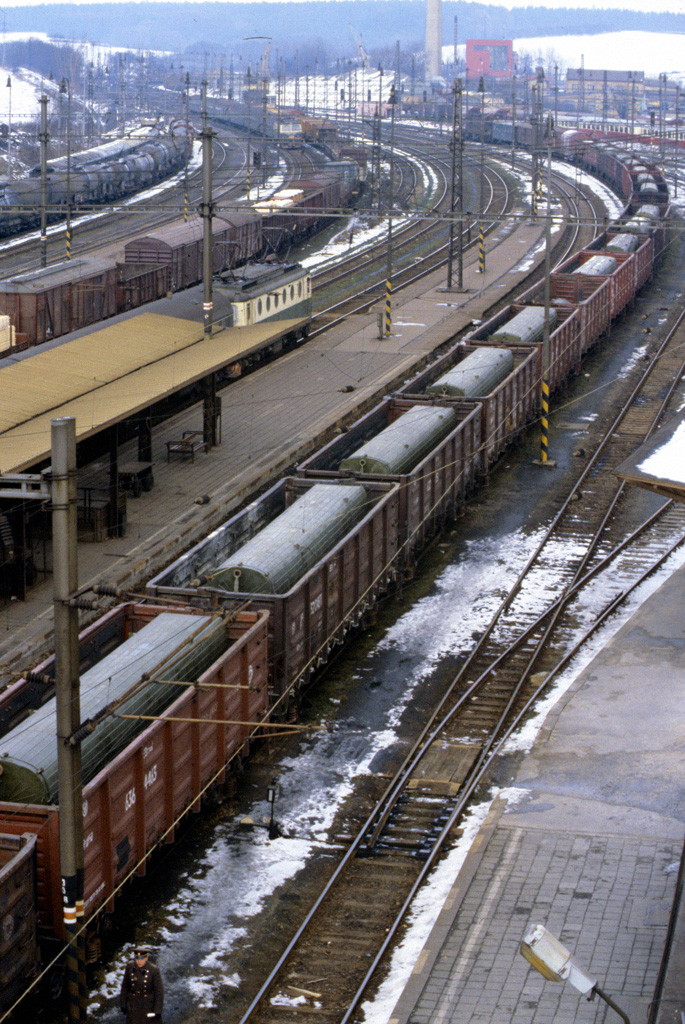
Железнодорожная станция, на фото советский воинский поезд с ракетами.Фото 1988 г.
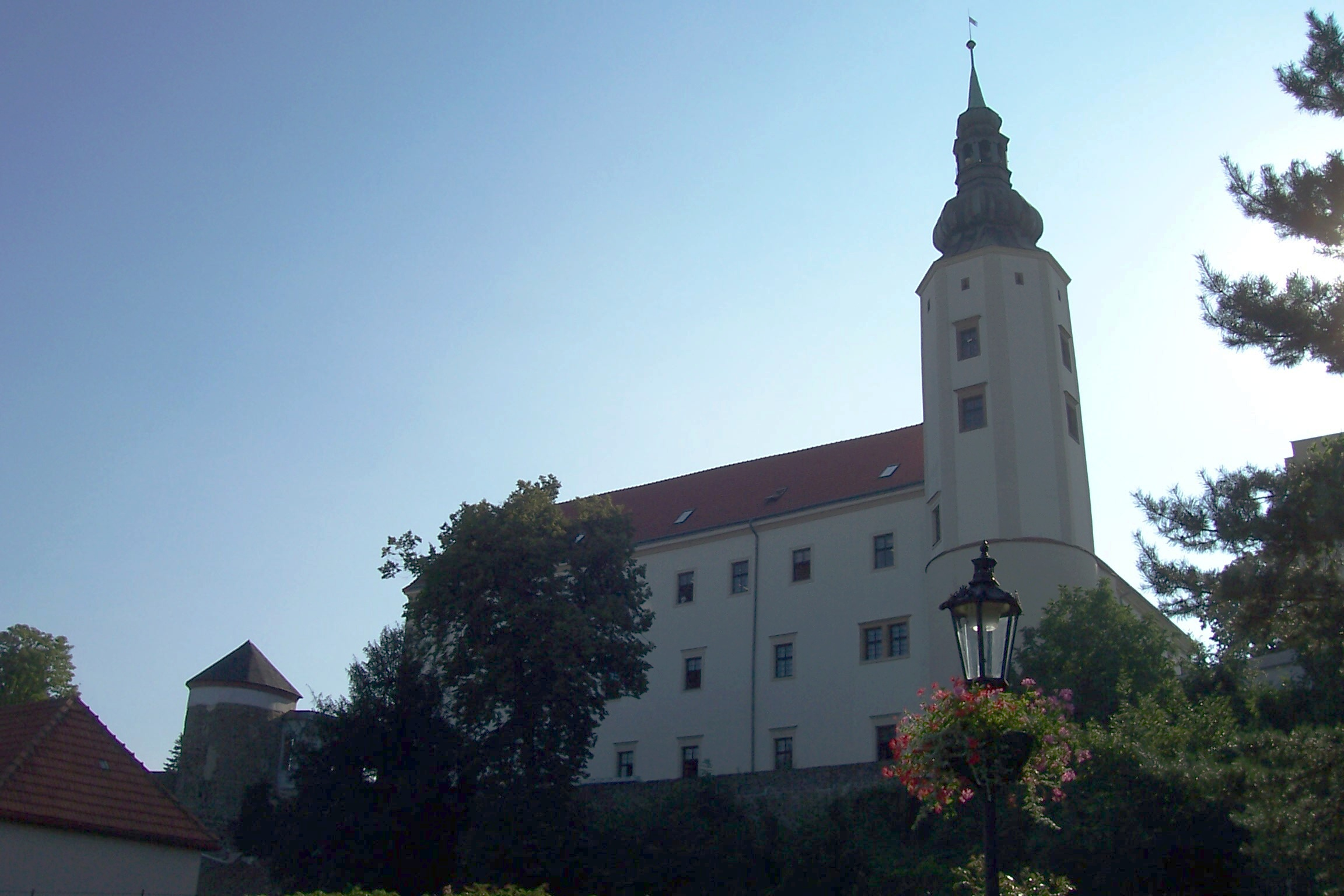
Границкий замок
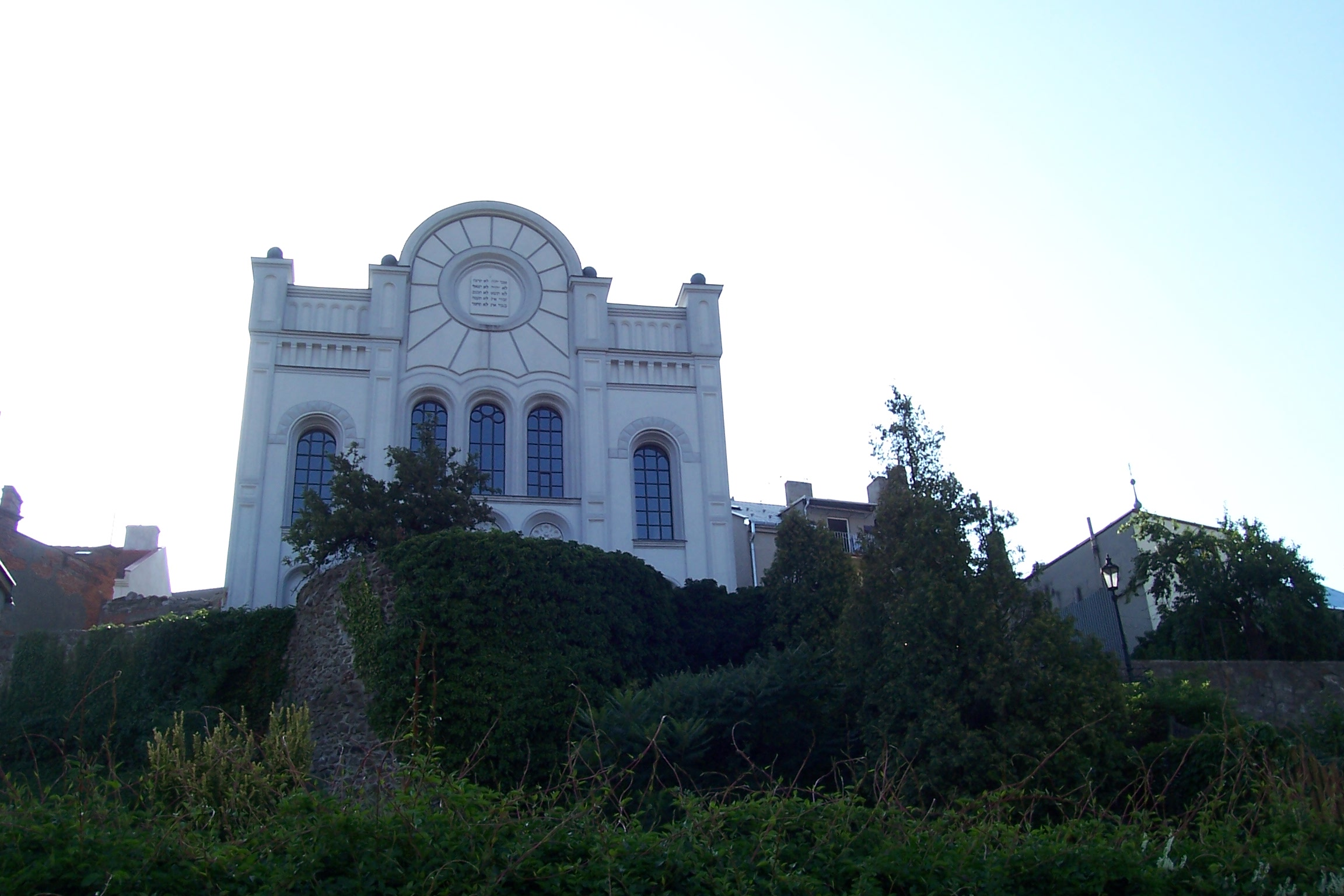
Синагога
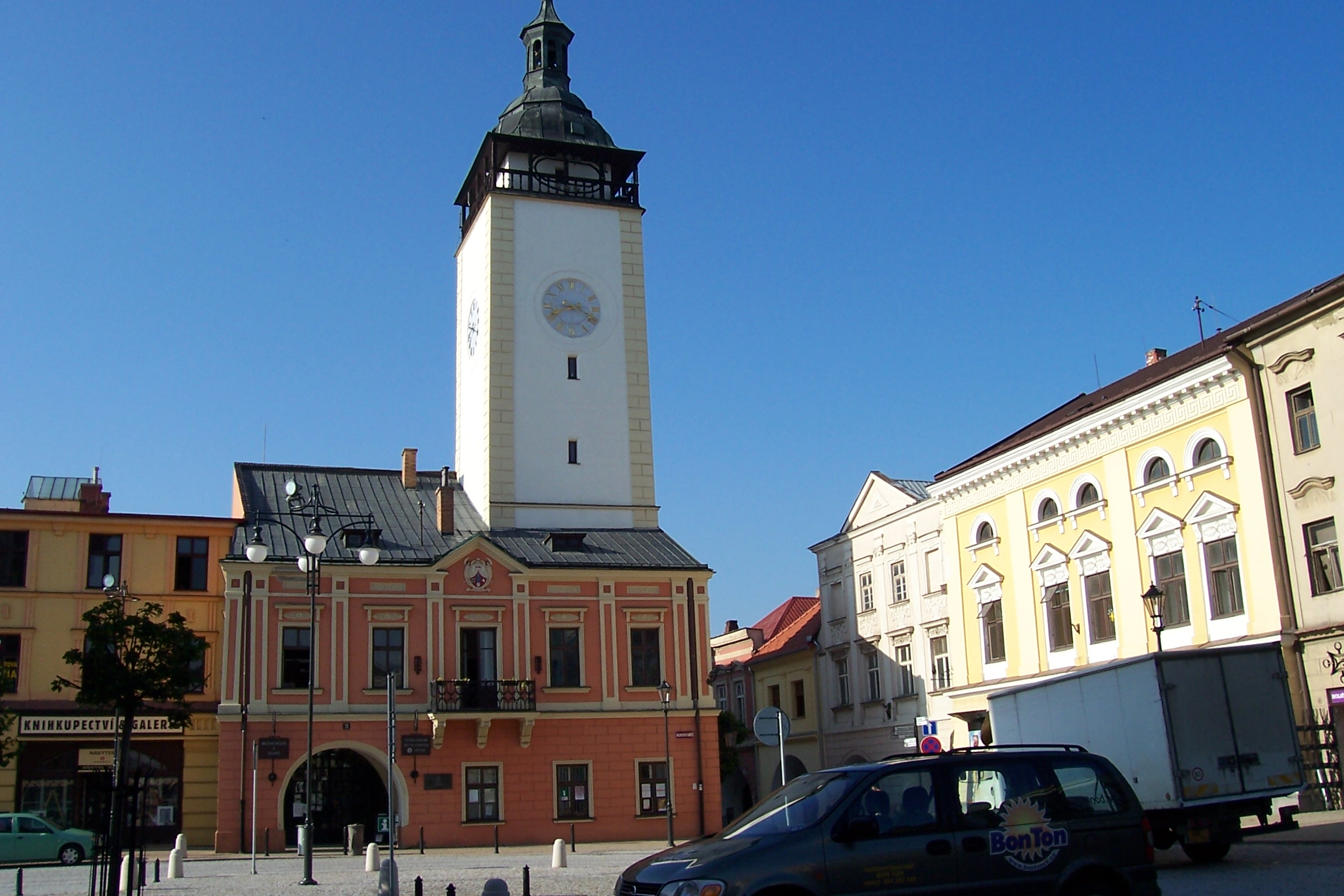
Городская ратуша

## Известные уроженцы
- Давид, Якоб Юлиус (1859–1906) – австрийский писатель.

## Города-побратимы
- Глоговец, Словакия